# جزر و مد کم
جزر و مد کم به (انگلیسی:Low Tide) یک فیلم درام محصول آمریکا به کارگردانی کوین مکمولین در سال ۲۰۱۹ است.

## بازیگران
- کین جانسن
- جیدن مارتل
- الکس نیستادر
- دنیل زالگادری
- کریستین فروسث
- شیا ویگهام
- جیمز پکستن
- دنی بولرو